# 椎鳞鱼属
椎鳞鱼属（意為「來自蘇格蘭拉奈克郡的」），是一屬已灭绝的花鱗鱼类，生存于志留纪晚期的苏格兰和加拿大。